# KAS Eupen

Ehemaliges Vereinslogo (bis 2013)

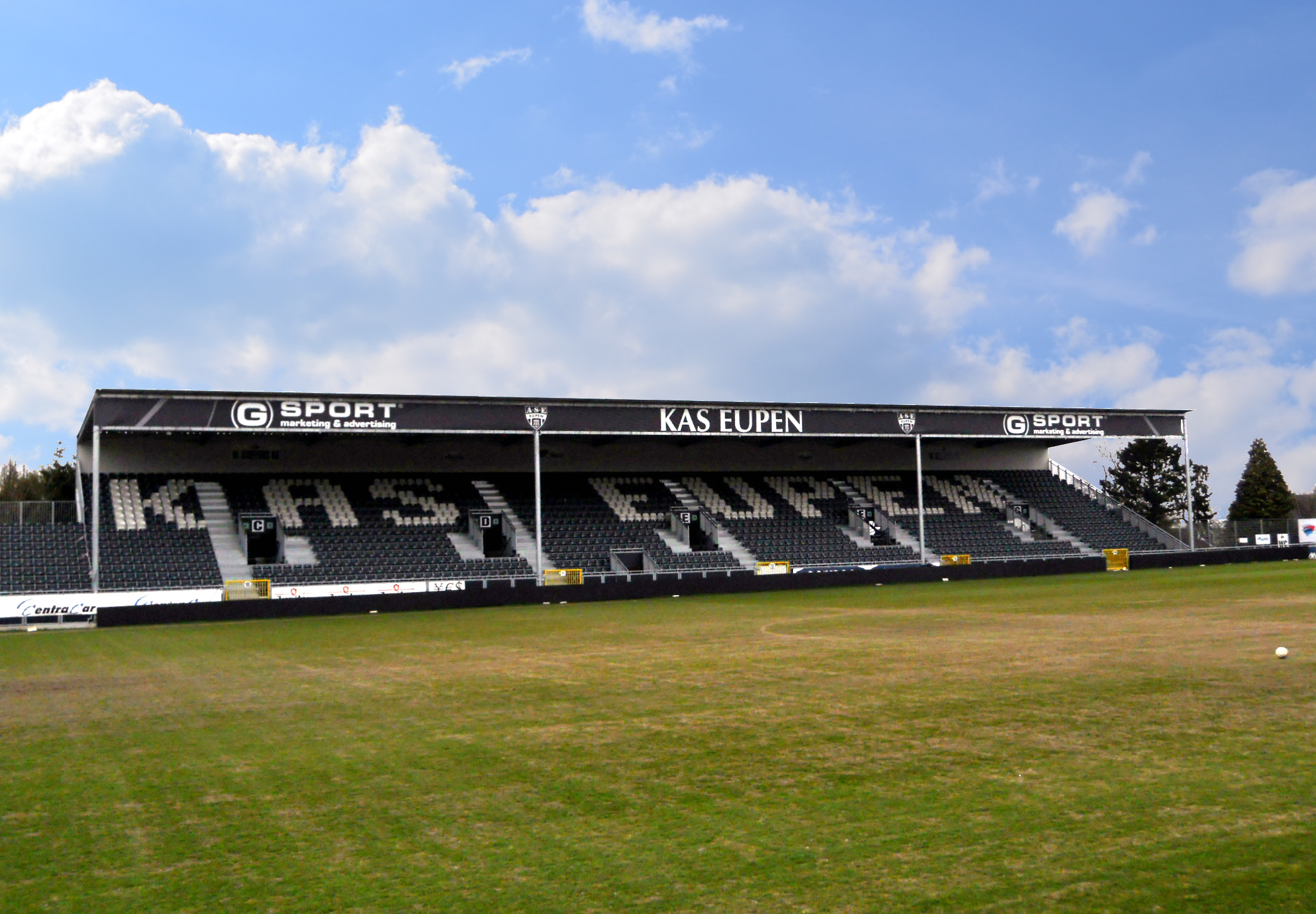
Kehrwegstadion (Tribüne 3)

Die Königliche Allgemeine Sportvereinigung Eupen, oftmals mit KAS Eupen (vormals AS Eupen) abgekürzt, ist ein belgischer Fußballverein aus Eupen. Er spielte bisher überwiegend in der Zweiten Division und ist der erfolgreichste Fußballverein der Deutschsprachigen Gemeinschaft Belgiens. In der Saison 2010/11 spielte die Mannschaft erstmals in der höchsten belgischen Liga, stieg jedoch nach nur einer Spielzeit wieder ab. Nach fünf Spielzeiten in der Zweitklassigkeit gelang dem Club 2016 der Wiederaufstieg in die höchste belgische Liga. 2024 stieg er als Letzter der Abstiegsrunde wieder in die Division 1B ab.

## Vereinsname
Das „AS“ im Vereinsnamen stand bei der Gründung 1945 für die französische Bezeichnung „Alliance Sportive“ (Sportvereinigung). In den Nachkriegsjahren schien den deutschsprachigen Belgiern eine französische Benennung des Vereins geboten. 1980 erfolgte die Umbenennung zur deutschsprachigen „Allgemeinen Sportvereinigung“. Man wollte die Initialen nicht mehr verändern. Zum 50-jährigen Bestehen bekam der Verein 1995 den Titel Königlicher Sportverein verliehen und der Vereinsname wurde in „Königliche Allgemeine Sportvereinigung Eupen“ (KAS Eupen) geändert.
Das Maskottchen der KAS Eupen ist ein Pandabär.

## Geschichte

### 1945–1970
Der Club wurde am 9. Juli 1945 als AS Eupen gegründet und entstand aus der Fusion von Jugend Eupen und dem FC Eupen 1920. Die Wurzeln des Vereins reichen über seine Vorgängervereine somit bis Anfang des 20. Jahrhunderts zurück. Der Verein startete in der Saison 1945/46 aus der Provinzklasse heraus und konnte sich nach anfänglichen Schwierigkeiten stetig nach oben kämpfen. In der Saison 1969/70 gelang der Aufstieg in die zweite belgische Division.

### 1970–2000
1973/74 schaffte der Eupener Klub es in die Aufstiegsrunde für die 1. Division, musste jedoch nach umstrittenen Schiedsrichterentscheidungen zurückstecken und in der zweiten Division verbleiben. In der darauffolgenden Saison stieg die AS Eupen in die dritte Division ab. Es folgten kurz darauf ein Wiederaufstieg sowie ein erneuter Abstieg.
1979 wurde der ehemalige Bundesligaspieler und -trainer Horst Witzler neuer Trainer des Vereins. Witzler hatte Erstdivisionserfahrung mit Sint Truiden. Er sicherte den Klassenerhalt des Vereins.
Für die Saison 1980/81 wurde Claudy Chauveheid als Spieler verpflichtet. Als Trainer bzw. Co-Trainer kamen René Lenaers und Robert Foguenne zum Verein. Nach Ausfällen zweier Torwarte belegte die Mannschaft am Ende Platz 16 der Liga. Es folgten weitere Trainerwechsel: Edy Lemaire, in der Saison 1982/83 Claude Semianov Trainer und als Assistent Pierrot Schmitz. Am 12. Dezember 1985 wurden sie von Horst Witzler abgelöst, der den Verein abermals vor dem Abstieg bewahrte.
Witzler sollte Trainer bleiben, man wurde sich aber nicht einig und so kam Guy Raskin und der stieg mit der AS 1987/88 ab in die Promotion. Peter Haag übernahm das Training 1988/89, trat aber nach vier Wochen zurück, sein Assistent Georges Pirnay übernahm die Geschicke und wurde am 22. Oktober 1988 durch den Jugoslawen Jovan Ćurčić ersetzt. Der blieb bis zum 6. April 1989, vier Wochen vor Meisterschaftsende. Dann sprang Hubert Vandormael ein und die AS rettete sich am vorletzten Spieltag. 1989/90 leitete Patrice Broeders die Mannschaft.
Die Saison 90/91 bescherte der Mannschaft André Heymann als Trainer und Hubert Vandormael als seinen Berater. Nach 19 Spielen stand die erste Mannschaft mit 14 Punkten auf einem Abstiegsplatz, sodass ein neuer Trainer gesucht wurde. Die Wahl fiel am 28. Januar 1991 auf Frank Neumann. Am Ende erreichte die AS Platz 12 mit 27 Punkten. Als Assistent von Neumann kam 1992/93 Manfred Theissen. 1994/95 ergriff Toni Fagot als Trainer das Ruder und führte die Schwarz-Weißen in die 3. Division.

### Ab 2000
Nach einer erneuten Talfahrt schaffte der Verein im Jahre 2002 schließlich erneut den Aufstieg in Belgiens zweithöchste Spielklasse. Im darauffolgenden Jahr konnte er wiederum um den Aufstieg spielen, musste sich jedoch knapp geschlagen geben. Auch in der Saison 2009/10 befand sich die AS Eupen weiterhin in der zweiten Division. Es war das erste Mal in der Vereinsgeschichte, dass der Verein eine siebte Saison in Folge in der zweithöchsten Spielklasse in Angriff nehmen konnte. Eupen beendete die Saison auf dem vierten Platz und qualifizierte sich damit für die Endrunde um den Aufstieg in die erste Liga. Am 23. Mai 2010, im vorletzten Spiel der Aufstiegsrunde, sicherte sich die KAS Eupen mit einem 2:1-Sieg gegen RAEC Mons den Aufstieg in die Erste Division. Damit wurde Eupen der erste Verein des deutschsprachigen Belgiens, der in der höchsten Spielklasse vertreten war.
In die erste Saison in der 1. Division startete die KAS Eupen katastrophal, sie verlor neun der ersten zehn Spiele und konnte nur einen Punkt holen. Am 16. Oktober 2010 gelang der erste Sieg in der ersten Liga, die VV St. Truiden wurde im neu umgebauten Kehrwegstadion mit 6:0 besiegt. Am Ende der Saison belegte der Verein mit 23 Punkten aus dreißig Spielen den vorletzten Platz in der Ligatabelle und musste somit in die Relegation gegen den Tabellenletzten Sporting Charleroi. In der auf maximal fünf Spieltage angesetzten Serie setzte sich Eupen nach zwei Siegen und einem Unentschieden bei einer Niederlage in vier Spielen durch und nahm somit zusammen mit den Zweit- bis Viertplatzierten der zweiten Liga an der Endrunde zur Qualifikation für die erste Liga teil. Dort blieb die KAS Eupen in sechs Spielen punktlos und stieg somit nach nur einem Jahr wieder in die zweite Division ab.
Ende der Saison 2010/11 war Danny Ost Trainer der KAS Eupen. Dieser hatte den Verein zu Ende der Saison 2009–2010 in die erste Liga geführt. Wegen mangelhafter Resultate wurde Ost jedoch Ende August 2010 für ein Spiel durch Italiener Ezio Capuano und ab dem 25. September 2010 durch den Franzosen Albert Cartier ersetzt. Am 3. April 2011 gab die Vereinsführung überraschend und inmitten der Play-off 3-Phase die Kündigung von Cartier und die Wiedereinstellung von Ost für den Rest der laufenden Saison bekannt. Trainer der KAS Eupen war in der Saison 2011/12 Wolfgang Frank.

### Aspire Zone Foundation aus Katar kauft den Verein
Im Juni 2012 wurde bekannt, dass die Aspire Zone Foundation aus Katar die KAS Eupen gekauft hat. Mit dem Einstieg der Investoren veränderte sich Eupens Mannschaft: Nachdem der Stamm der Mannschaft bisher von Belgiern und Deutschen aus dem nahen Nachbarland bestimmt wurde, wurde er zunehmend von Spielern aus verschiedenen Ländern Afrikas dominiert, beispielsweise aus Senegal oder Nigeria. Die Aspire Zone Foundation bildet diese Spieler in Afrika selbst aus. Ab der Saison 2014/15 fanden sich auch mehrere Spieler aus Katar im Kader von Eupen.
In der Saison 2015/16 belegte die KAS sportlich den zweiten Platz in der 2. Division. Da der Meister, Royal White Star Brüssel, jedoch keine Lizenz für die erste Liga erhielt, stieg Eupen als zweitplatzierte Mannschaft auf. Erstmals seit der Saison 2010/11 war Eupen wieder in der höchsten Liga Belgiens vertreten. In der Saison 2016/17 gelang erstmals der Klassenerhalt in der höchsten belgischen Fußballliga.
Die Saison 2017/18 begann mit einem großen Umbruch im Kader; die besten Scorer der letzten Saison, Onyekuru und Sylla, wurden abgegeben. Bis zur Winterpause kam die AS Eupen nie über den drittletzten Platz hinaus und war vom 14. bis zum 23. Spieltag Tabellenletzter, bevor man den Tabellenzweiten, den RSC Charleroi, daheim mit 1:0 besiegte. Zwischenzeitlich wurde am 7. November 2017 Chefcoach Jordi Condom entlassen und durch den ehemaligen französischen Nationalspieler Claude Makélélé ersetzt. Als Abstiegskonkurrent entwickelte sich der KV Mechelen. Den direkten Vergleich am 26. Spieltag, zu dem Eupen mit zwei Punkten Vorsprung anreiste, verlor man mit 0:1 und übernahm erneut die „rote Laterne“. Vor dem letzten Spieltag waren beide Teams punktgleich. Eupen hatte das um ein Tor schlechtere Torverhältnis, aber mehr Tore erzielt, musste also bei gleichzeitigen Siegen oder Niederlagen beider Mannschaften um ein Tor besser abschneiden, um den Klassenerhalt zu schaffen.

#### Das „Wunder vom Kehrweg“
Am letzten Spieltag spielte Eupen gegen Royal Excel Mouscron, Mechelen gegen Waasland-Beveren. Zur Halbzeit stand es auf beiden Plätzen noch 0:0. In der 51. Minute gingen in Mechelen die Gastgeber mit 1:0 in Führung und erhöhten in der 59. Minute auf 2:0. Jetzt musste Eupen drei Tore schießen, um den Klassenerhalt zu schaffen. Nach einem Freistoß von Kapitän Luis García erzielte Winter-Neuzugang Yūta Toyokawa in der 73. Minute den Führungstreffer, drei Minuten später folgte das 2:0 durch García. Toyokawa mit seinem zweiten Treffer erhöhte in der 79. Minute auf 3:0, womit Eupen zu diesem Zeitpunkt „gerettet“ war. Da sich in Mechelen am Spielstand nichts mehr änderte, und Toyokawa in der 89. Minute sogar noch das 4:0 erzielte, war das „Wunder vom Kehrweg“ perfekt und Eupen blieb in der ersten Division.

### Ab 2018
In der Saison 2018/19 erreichte der Verein einen Platz im unteren Mittelfeld. In den Abstiegskampf war er nicht verwickelt. Dennoch wurde am 14. Juni 2019 die Entlassung von Claude Makélélé bekannt gegeben. Trotz seiner Aussage, dass er dem Klub als Botschafter für diverse Projekte zur Verfügung stehen werde, legte er nach einem Monat sein Amt nieder und wechselte als Mentor für Jugendspieler zum FC Chelsea.
Am 24. Juni 2019 wurde die Verpflichtung von Beñat San José als neuer Cheftrainer mit einer Vertragslaufzeit von zwei Jahren bekanntgegeben. Unter ihm erreichte die KAS Eupen Platz 13 in der aufgrund der COVID-19-Pandemie abgebrochenen Saison 2019/20 bzw. Platz 12 in der Hauptrunde der Saison 2020/21. Dadurch wurde auch in dieser Saison keine Play-off-Runde erreicht. San José entschied daher nach Ablauf der Hauptrunde, seinen zum Saisonende auslaufenden Vertrag nicht zu verlängern.
Mitte Juni 2021 wurde der Deutsche Stefan Krämer mit einer Vertragslaufzeit von zwei Jahren, gültig nur für die Division 1A, als neuer Trainer verpflichtet. Mitte Februar 2022 wurde er entlassen, nachdem die KAS Eupen nach dem 27. Spieltag nur noch vier Punkte Vorsprung auf den Relegationsplatz hatte. Der bisherige Assistenztrainer Michael Valkanis wurde bis zum Ende der Saison als Nachfolger verpflichtet.
Vereinbarungsgemäß verließ Valkanis die KAS Eupen zum Saisonende 2021/22, da er in der neuen Saison schon andere Verpflichtungen eingegangen war. Mitte Mai 2022 wurde der Deutsche Bernd Storck, dessen Trainervertrag mit dem KRC Genk einige Tage zuvor im Einvernehmen beendet worden war, als neuer Trainer für die Saison 2022/23 verpflichtet. Nachdem die KAS Eupen nach dem 14. Spieltag nur einen Punkt Vorsprung vor den Abstiegsplätzen hatte, wurde die Zusammenarbeit mit Storck beendet. Am 22. November 2022 verkündete der Verein, dass der Belgier Edward Still als neuer Trainer verpflichtet wurde.

## Kader 2024/25
Stand: 21. November 2024
| Nr. |             | Position | Name                |
| --- | ----------- | -------- | ------------------- |
| 2   | Belgien     | AB       | Yentl Van Genechten |
| 4   | Kanada      | AB       | Scott Kennedy       |
| 6   | Belgien     | MF       | Brandon Baiye       |
| 7   | Ghana       | ST       | Issac Nuhu          |
| 8   | Deutschland | MF       | Kevin Möhwald       |
| 9   | Belgien     | ST       | Renaud Emond        |
| 10  | Grenada     | ST       | Regan Charles-Cook  |
| 11  | Frankreich  | MF       | Nathan Bitumazala   |
| 14  | Belgien     | MF       | Jérôme Déom         |
| 16  | Belgien     | MF       | Andrea Piron        |
| 17  | Polen       | ST       | David Widlarz       |
| 18  | Guinea-a    | MF       | Amadou Keita        |
| 19  | Serbien     | MF       | Miloš Pantović      |
| 20  | Indonesien  | AB       | Shayne Pattynama    |
| 25  | Belgien     | MF       | Jaden Malhage       |
| 26  | Senegal     | MF       | Pape Youssou Niang  |

| Nr. |             | Position | Name                 |
| --- | ----------- | -------- | -------------------- |
| 28  | Belgien     | AB       | Rune Paeshuyse       |
| 29  | Frankreich  | AB       | Teddy Alloh          |
| 30  | Slowenien   | AB       | Jan Gorenc           |
| 31  | Haiti       | TW       | Garissone Innocent   |
| 33  | Ghana       | TW       | Abdul Manaf Nurudeen |
| 34  | Belgien     | AB       | Lorenzo Youndje      |
| 36  | Belgien     | AB       | Luca Chavet          |
| 38  | Belgien     | MF       | Raphael Di Matteo    |
| 44  | Deutschland | TW       | Julian Renner        |
| 47  | Belgien     | MF       | Théo Maréchal        |
| 56  | Belgien     | ST       | Matteo Filorizzo     |
| 58  | Belgien     | AB       | Luca Dalla Costa     |
| 61  | Turkei      | ST       | Bertan Caliskan      |
| 90  | Turkei      | ST       | Emrehan Gedikli      |
| 99  | Belgien     | TW       | Tom Roufosse         |

## Stadion
Seit Jahrzehnten spielt die KAS Eupen im Kehrwegstadion, dem größten Stadion Ostbelgiens. Es fasst nach seiner Renovierung im Jahr 2010 für die erste belgische Liga 8.363 Zuschauer.

## Ehemalige Spieler und Trainer

### Spieler
- Gerhard Prokop (1970–1974)
- Rainer Gebauer (1973–1974)
- Horst Heese (1974–1975–1976)
- Christian Brüls (2002–2005) Jugend, (2005–2008, 2017)
- Bachirou Salou (2004)
- Ioannis Masmanidis (2011–2012)
- Michael Radermacher (1995/96 jüngster Torwart der Vereinsgeschichte der 1. Mannschaft)
- Christian Kabasele (2012–2014)
- Clinton Mata (2011–2014)

Von den 26 Spielern, die Katar für die WM 2022 nominiert hat, haben acht für die KAS Eupen gespielt, darunter:
- Akram Afif, katarischer Nationalspieler
- Almoez Ali, katarischer Nationalspieler, 2014/15 (KAS Eupen U19)
- Abdelkarim Hassan, katarischer Nationalspieler

## Trainer
Eine Übersicht der Trainer des Vereins.
| Amtszeit  | Nat.                    | Trainer             |
| --------- | ----------------------- | ------------------- |
| 1996–2004 | Belgien                 | Claudy Chauveheid   |
| 2004–2008 | Belgien                 | Marc Grosjean       |
| 2008      | Belgien                 | Serge Gehoulet      |
| 2008      | Belgien                 | Frank Neumann       |
| 2008      | Belgien                 | Nico Claesen        |
| 2008      | Belgien                 | Frank Neumann       |
| 2008–2010 | Belgien                 | Danny Ost           |
| 2010      | Belgien                 | Ezio Capuano        |
| 2010–2011 | Belgien                 | Albert Cartier      |
| 2011      | Belgien                 | Danny Ost           |
| 2011–2012 | Deutschland             | Wolfgang Frank      |
| 2012–2015 | Spanien                 | Tintín Márquez      |
| 2015–2017 | Spanien                 | Jordi Condom        |
| 2017–2019 | Frankreich              | Claude Makélélé     |
| 2019–2021 | Spanien                 | Beñat San José      |
| 2021–2022 | Deutschland             | Stefan Krämer       |
| 2022      | Australien              | Michael Valkanis    |
| 2022      | Deutschland             | Bernd Storck        |
| 2022–2023 | Belgien                 | Edward Still        |
| 2023–2024 | Deutschland             | Florian Kohfeldt    |
| 2024–2025 | Bosnien und Herzegowina | Mersad Selimbegović |
| 2025–     | Portugal                | Bruno Pinheiro      |